# Bellows Air Force Station

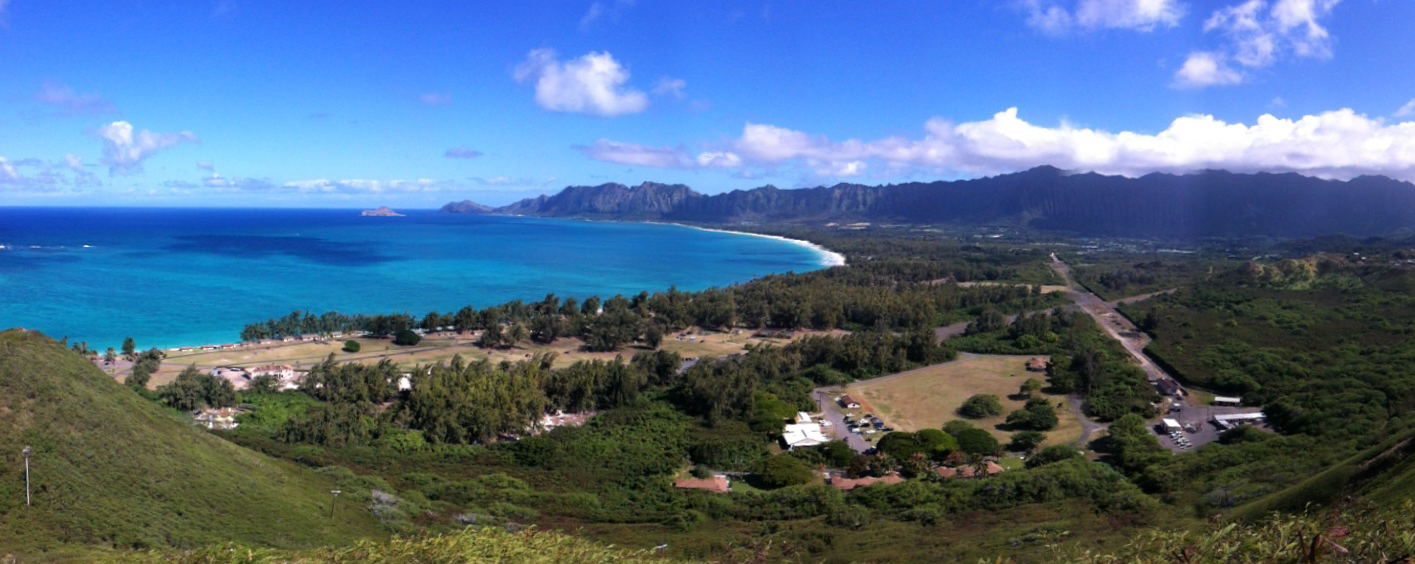
Veduta della base dalle alture nelle vicinanze.

La Bellows Air Force Station è una base militare dell'aeronautica degli Stati Uniti, situata a Waimānalo nelle isole Hawaii.
Questa base aerea ebbe un ruolo importante durante la guerra del Pacifico nella seconda guerra mondiale, mentre oggi è utilizzata come base aerea di addestramento e come luogo di permanenza per i militari e i dipendenti civili del Dipartimento della Difesa statunitense. La struttura è gestita dal 2º distaccamento del 18º Squadrone di supporto appartenente al 18° Mission Support Group di stanza alla Kadena Air Force Base di Okinawa in Giappone.
Creata nel 1917 come base militare di Waimanalo, la base è stata ribattezzata Bellows Field nel 1933 in onore del tenente Franklin Barney Bellows, eroe della prima guerra mondiale. Bellows Field divenne una base militare permanente nel luglio del 1941, e nel dicembre dello stesso anno fu uno dei campi d'aviazione colpiti dalle forze aeree giapponesi durante l'attacco di Pearl Harbor del 7 dicembre 1941.